# Jacinto Chacón
Jacinto Chacón Barrios  (Santiago, 16 de agosto de 1820-Santiago, 7 de junio de 1898) fue un intelectual y político liberal chileno. Fue autor de poesía, discursos y ensayos jurídicos, históricos y sobre temas religiosos.

## Biografía

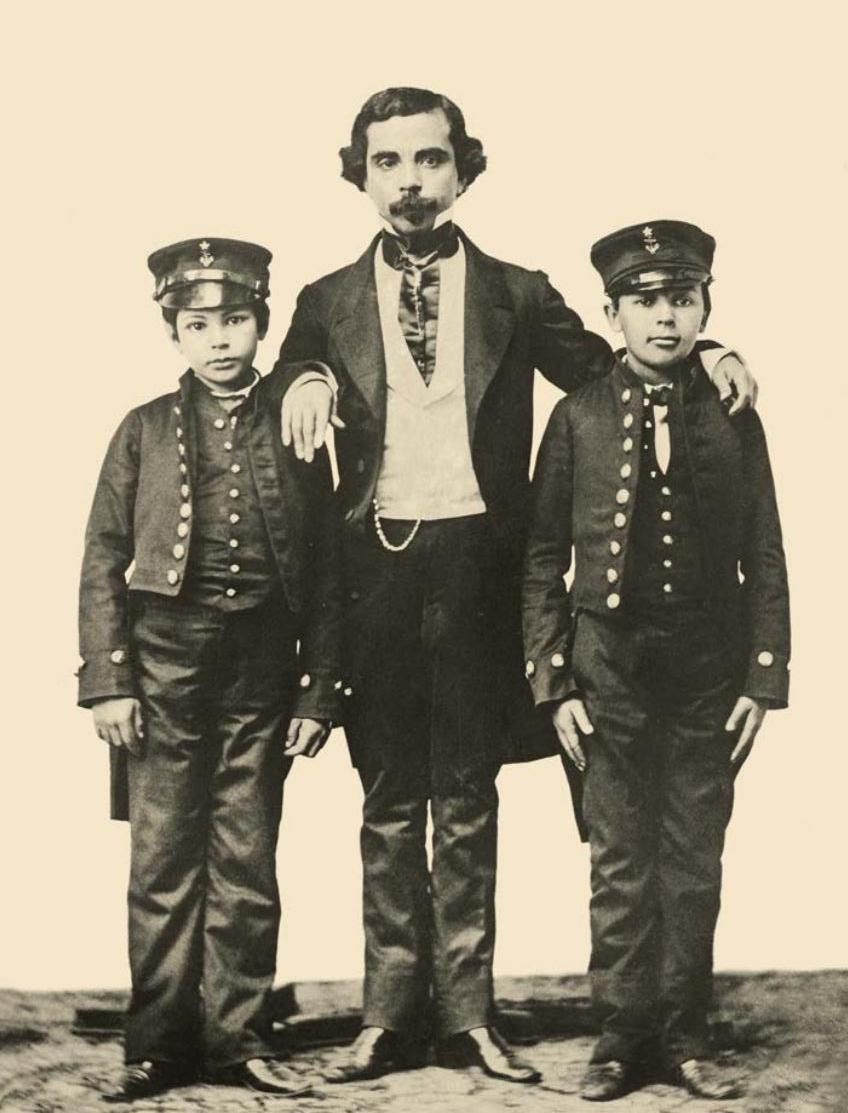
Arturo Prat, Jacinto Chacón y Luis Uribe (de izquierda a derecha). Fotografía tomada el 28 de agosto de 1858, día del ingreso de Prat y Uribe a la Escuela Naval del Estado.

Hijo de Pedro Chacón Morales y de Concepción Barrios Bustos, fue tío de Arturo Prat Chacón.
Estudió en el Instituto Nacional y continuó en Leyes, titulándose de abogado en agosto de 1843. Se sintió atraído por la labor periodística y comenzó a colaborar en el Seminario de Santiago fundado por José Victorino Lastarria (1844) y en El Crepúsculo, de Francisco Bilbao, con quienes aprendió la doctrina del liberalismo.
Se enclaustró en Santo Domingo para estudiar teología (1845). Fue abogado, escritor, jurisconsulto, poeta y profesor de varias asignaturas en el Instituto Nacional.
En una rendición de gastos del Ministerio de Justicia, Culto e Instrucción Pública, se señala que entre noviembre de 1849 y octubre de 1850 se le pagaron a Jacinto Chacón 404 pesos por la «traducción de la obra eclesiástica de Alzog», en aparente referencia al texto Handbuch der Universal-Kirchengeschichte (1841), un manual de historia de la Iglesia Católica del teólogo e historiador católico alemán Johann Baptist Alzog, que en esa época era considerado la mejor exposición de los puntos de vistas de dicha secta en contraposición a la perspectiva opuesta del manual del historiador protestante, también alemán, Karl August von Hase.
En 1851 se trasladó a Concepción, donde publicó su primer poema La Mujer. A fines de ese año, se marchó a vivir a Valparaíso, donde fue redactor de El Mercurio de Valparaíso, de cuyo puesto fue despedido por defender a los vencidos en la Revolución de 1851. En dicho puerto, creó el Liceo de Valparaíso para dar a los jóvenes oportunidad de mejor instrucción.
En 1874, contrajo matrimonio con Rosario Orrego Castañeda, viuda y madre de Ángela, Regina y Luis Uribe Orrego. Además, asumió la tutela de Arturo Prat Chacón tras el fallecimiento de su padre.
Es considerado uno de los precursores del espiritismo en Chile y en su honor se fundó la asociación espiritista Centro Jacinto Chacón en Valparaíso en 1904. Su esposa Rosario Orrego también participó de esta práctica.
Escribió diversos libros como Los Hugonotes o Historia de la Reforma en Francia, El Catolicismo de la Edad Media, La moral del Evangelio, Dios y el Alma inmortal y La Iglesia y el Estado. Otras obras fueron Ley de elecciones y La Quinta Normal y sus establecimientos.
En 1880, publicó Exposición Razonada del Código Civil y Estudios Comparativos del Mismo, que le aportó un puesto entre los grandes estudiosos del derecho. 
Diputado suplente por Santiago (1885-1888), le correspondió reemplazar al fallecido diputado Dositeo Errázuriz Zañartu, quien murió el 11 de junio de 1885 a nueve días de haber asumido un nuevo mandato. Se incorporó en la suplencia el 18 de septiembre de 1885 y debió cumplir el mandato restante hasta 1888.
Partidario balmacedista durante la Guerra Civil de 1891, su casa fue saqueada luego del triunfo del bando congresista.